# Agostino Pinelli Ardimenti
Agostino Pinelli Ardimenti (* um 1492 in Genua; † 1566 ebendorf) war der 59. Doge der Republik Genua.

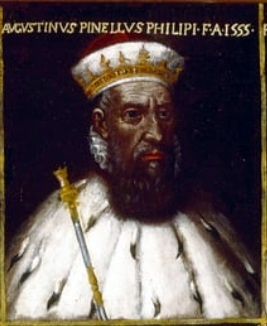
Agostino Pinelli Ardimenti

## Leben

Wappen der Familie Ardimenti

Über die Person des Agostino Pinelli Ardimenti gibt es nur sehr spärliche Informationen. Er wurde um 1492 in Genua geboren und bekleidete verschiedene öffentliche Ämter für den genuesischen Staat, unter anderem im Ufficio dei Rotti (oder Fallimenti).
Am 4. Januar 1555 wurde er zum Dogen gewählt, der 14. in zweijähriger Folge und der 59. in der Geschichte der Republik. Während seiner Amtszeit musste er sich wie sein Vorgänger Clemente Promontorio den Unabhängigkeitsrevolten stellen, die Korsika unter französisch-türkischem Druck vorantrieb, und erst mit einem Friedensvertrag im Jahr 1556 wurde ein Abschluss erreicht. Zu seiner persönlichen Verteidigung hatte er zum ersten Mal in der Geschichte der genuesischen Dogen eine Garnison, die nicht aus Italienern, sondern aus deutsch-schweizerischen Soldaten bestand.
Am Ende seiner Amtszeit, am 4. Januar 1557, wurde er von den obersten Syndikatoren zum ewigen Prokurator ernannt.
Der Name von Agostino Pinelli wird in einer Reihe von Dokumenten im Zusammenhang mit dem Dogeat von Giovanni Battista Cicala Zoagli (1561–1563) erwähnt, in denen auf ausdrücklichen Wunsch des Dogen der ehemalige Doge ermächtigt wurde, die Rechte des genuesischen Staates an spanischen Ländereien zu verkaufen. Zusammen mit Cicala Zoagli war er während der zweijährigen Amtszeit von Giovanni Battista Lercari (1563–1565) mit der Organisation eines Darlehens von 10.000 Scudi an Kaiser Karl V. von Habsburg beauftragt.
Er starb 1566 in Genua bei einem Attentat, das von einem Auftragskiller verübt wurde, der stattdessen den ehemaligen Dogen Luca Spinola (1551–1553) töten sollte. Der Anstifter des Mordes war Giovanni Stefano Lercari, Sohn des Dogen Lercari, als Rache an Luca Spinola für angebliche Vergehen seines Vaters nach einer Rede vor dem Senat.